# Litostrov
Litostrov (en allemand : Litostrow) est une commune du district de Brno-Campagne, dans la région de Moravie-du-Sud, en République tchèque. Sa population s'élevait à 131 habitants en 2020.

## Géographie
Litostrov se trouve à 7 km au nord-ouest de Rosice, à 21 km à l'ouest-nord-ouest de Brno et à 167 km au sud-est de Prague.
La commune est limitée par Rudka et Domašov au nord, par Říčky et Říčany à l'est, par Rosice et Příbram na Moravě au sud, et par Zbraslav à l'ouest.

## Histoire
La première mention écrite de la localité date de 1376.